# Suatu
Suatu (węg. Magyarszovát) – wieś w Rumunii, w okręgu Kluż, w gminie Suatu. W 2011 roku liczyła 1308 mieszkańców.